# Коаліція (Австралія)
Коаліція (або Ліберально-національна коаліція) — політичний альянс правоцентристських політичних партій, що формує одну з двох основних угруповань у політиці Австралії. Її головним опонентом є Австралійська лейбористська партія, і ці дві сили часто розглядаються як ті, що діють у двопартійній системі. Коаліція перебуває в опозиції з федеральних виборів Австралії 2022 року, перед тим була в уряді з 2013 року. З 30 травня 2022 року коаліцію очолює Пітер Даттон, який обійняв посаду лідера Ліберальної партії після того як Скотт Моррісон пішов з цієї посади внаслідок поразки на виборах.
Двома партнерами в Коаліції є Ліберальна партія Австралії і Національна партія Австралії (які раніше називалися Аграрною партією і Національною аграрною партією). Партії мають різні виборчі бази, ліберали — більша партія — притягують більшість своїх голосів із міських районів і Національна партія громадян, що працюють майже виключно в сільських та регіональних районах. Вони займають у широкому сенсі подібне місце в політичному спектрі, хоча певні ідеології більш поширені в кожній партії. Партнерство між двома нинішніми партіями бере початок 1946 року, незабаром після утворення Ліберальної партії, і з тих пір триває майже безперервно. Аграрна партія також підтримувала подібні союзи з попередниками Ліберальної партії, партією «Об'єднана Австралія» і Націоналістичною партією і подібними партіями на державному рівні. Перша така федеральна домовленість була утворена 1923 року, як рішення «підвішеного парламенту», що виникло внаслідок федеральних виборів Австралії 1922 року.